# RSV Drosendorf
Der RSV Windthorst Drosendorf ist ein Sportverein in Drosendorf in der Gemeinde Memmelsdorf. Es werden Fußball, Volleyball, Gymnastik und Taekwondo angeboten, zu dem Verein gehört auch eine Gesangsgruppe.

## Fußball
Die Frauenmannschaft des RSV Drosendorf erreichte im Jahr 1998 die Aufstiegsrunde zur Bundesliga, scheiterte jedoch am SC Freiburg. Zwei Jahre später qualifizierte sich die Mannschaft für den DFB-Pokal, verzichtete aber auf das Erstrundenspiel gegen den 1. FC Nürnberg. Zwischen 2000 und 2004 spielten die RSV-Frauen in der damals zweitklassigen Regionalliga Süd. Nach einem zwischenzeitlichen Abrutschen in die Bezirksliga gelang im Jahr 2013 der Aufstieg in die Bezirksoberliga Oberfranken. Die Männermannschaft tritt in der Kreisklasse an.

## Volleyball
Die gemischte Mannschaft nimmt für Wettkämpfe an der Volleyball-Freizeitliga-Bamberg teil.

## Gymnastik
Es werden Gruppen für Fitness, Wirbelsäulengymnastik und Jazz-Dance angeboten. Zusätzlich für Kinder gibt es noch Turnen für Kindergartenkinder, teilweise auch für Grundschüler und Mutter-Kind-Turnen.

## Taekwondo
Auch Taekwondo ist im Programm des Vereins.